# 東日本旅客鉄道総合研修センター
東日本旅客鉄道総合研修センター（ひがしにほんりょかくてつどうそうごうけんしゅうセンター）は、福島県白河市にある、東日本旅客鉄道（JR東日本）の研修施設。会社略称をとってJR東日本総合研修センターと呼称・表記されることが多い。字十三原道下、南湖県立自然公園に隣接する丘陵地に所在し、敷地面積は 493,347.83 m2、建築面積は 22,070.01 m2。本館、経営研修棟、宿泊棟からなる。自然公園普通地域にあり、建物の高さが25メートル以下に制限されているため、地上7階の本館など中低層の多棟型で建物が配置されており、延床面積は 58,868 m2である。
2000年4月1日オープン。研修業務の一部についてはJR東日本パーソネルサービス（総合研修センター事業本部）に委託している。
新入社員は原則全員、ここで研修を行う。かつては入社式にも利用されてきたが、2008年度以降は埼玉県さいたま市の大宮ソニックシティで行われている。
企業内教育向けであるが、JR東日本東北本部が白河市のふるさと納税に協力して、返礼品としてツアーを受け入れている。

## 施設

### 実習設備
- 機械関連：MPS（マルチパーソナルシミュレータ）、訓練用シミュレータ、技能講習用設備など
- 電力関連では受変電設備、電車線設備など
- 信号関連：PRC（自動進路制御装置）、CTC（列車集中制御装置）、ATC（自動列車制御装置）、鉄道信号設備など
- 通信関連：列車無線、電話、ITV（監視カメラ）など

### 本館
鉄筋コンクリート、鉄骨鉄筋コンクリート、鉄骨造7階建て。宿泊室558室、最大1224人収容。
- 1階：体育館、実習装置、浴室
- 2階：食堂
- 3-7階：宿泊施設

### 実習線路
実習用車両、軌道（狭軌・標準軌）、分岐器、ホーム、踏切、架線、信号機、通信設備その他がある。
- 駅
  - 小峰城駅
  - 南湖公園駅
- 新幹線（標準軌）区間 190m
  - スラブ軌道　95m
    - 直結8型 50m
    - 直結枠型 45m

  - 木マクラギ直結軌道 27.5m
  - バラスト軌道 67.5m
- 在来線（狭軌）区間 478m
  - バラスト軌道 394m
  - スラブ軌道（直結8型）84m
- 踏切
  - 第1訓練線RC（連接軌道）東白河踏切
  - 第2訓練線RC（ハイ・プラウッド）南湖踏切
- TC省力化軌道 10.5m
- 訓練線B5m白河橋りょう 弾性バラスト軌道10m
- 訓練線DP φ400

### 運動施設
グラウンドと野球場各1面、テニスコート3面、アスレチックジムがある。

## 実習用車両
実習用車両として「JR東日本電車形（E991系）」が設置されている。E501系をベースに、川崎重工で製造された。クハE991-1・モハE991-1・モハE990-1・クハE990-1からできている、２M2Tの構成であり、グラスコックピットを装備しており、電気連結器も装備しているが、モーター類・SIV等の機器は搭載していない。

## アクセス
敷地のほぼ中央を南北に市道が貫通している。新白河駅から約5km、車で約10分。JRバス関東白河支店が送迎バスの運行を受託している。